# Potencial d'unió líquida

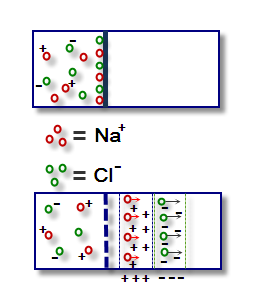
Potencial d'unió líquida en la interfase entre dues dissolucions de diferent concentració: Els anions clorur (Cl ^{-}) es mouen més ràpidament que els cations sodi (Na ^{+}). Així, en difondre a través d'una membrana, apareix una doble capa elèctrica amb una diferència de potencial.

El potencial d'unió líquida es produeix quan dues dissolucions de diferents concentracions estan en contacte entre si. S'origina en la interfície una diferència de potencial anomenada potencial d'unió. És molt petita, de l'ordre d'uns pocs mil·livolts. La dissolució més concentrada tindrà una tendència a migrar cap a la relativament menys concentrada i si els ions no difonen a igual velocitat es produirà una diferència de potencial.

## Causes
La mobilitat o taxa de difusió de cada ió a la dissolució serà més o menys proporcional a la seva velocitat en un camp elèctric. Si l'anió difon més ràpidament que el catió, es difondrà per davant en la solució diluïda deixant negativament carregada, i la solució més concentrada amb càrrega positiva. Per tant, una doble capa elèctrica de càrregues positives i negatives es produiran en la unió de les dues dissolucions. Així, en el punt d'unió, es desenvoluparà una diferència de potencial a causa de la transferència iònica. Aquest potencial s'anomena potencial d'unió líquida o potencial de difusió. La magnitud del potencial depèn de les velocitats relatives dels ions.
Aquest potencial és responsable del potencial de membrana que apareix entre les dues cares d'una membrana semipermeable, com la membrana cel·lular i que és responsable, entre altres fenòmens, de la transmissió de l'impuls nerviós.

## Càlcul del potencial d'unió líquida
El potencial d'unió líquida no pot mesurar directament, sinó que ha de ser calculat. La força electromotriu ( fem ) d'una pila de concentració amb transferència o transport d'ions inclou el potencial d'unió líquida.
E  sense transport  = RT/F · Ln (a  2 /a  1 )
on a 1 ja són les activitats de HCl en les dues dissolucions.
R és la constant dels gasos ideals (8,31 J/K·mol); T és la temperatura absoluta (en kèlvins); F és la constant de Faraday (96.496 C)
E  amb transport  = RT/F · Ln (a  2 /a  1 )
on a  1  ja 2 són les activitats de HCl en els elèctrodes d'un costat i altre de la membrana, respectivament, it  -  és el nombre de transport de l'ió Cl  - .
Potencial d'unió líquida (E) = E  amb transport  - E  sense transport  = (t + - t  - ) · RT/F · Ln (a  2 /a  1 )

## Càlcul del potencial exacte d'una cel·la electroquímica
Atès que el potencial observat en realitzar una mesura amb potenciòmetre és la suma del potencial de la cel·la o cèl·lula electroquímica més el potencial d'unió, si no coneixem aquest últim, no podrem conèixer el valor exacte del potencial de la cel·la.
E  observat  = E  cèl·lula +E  unió líquida 

## Eliminació del potencial d'unió líquida
El potencial d'unió líquida posa una limitació fonamental a les mesures potenciomètriques i, per exemple, interfereix amb la mesura exacta de la força electromotriu d'una cel·la electroquímica. Per tant, cal eliminar o, almenys els seus efectes haurien reduir al mínim. La pràctica general per eliminar el potencial d'unió líquida és col·locar un pont salí que es compon en general d'una dissolució saturada de clorur de potassi (KCl) i nitrat d'amoni (NH  4  NO  3 ) amb acetat de liti (CH  3  Coolio) entre les dues dissolucions que constitueixen la unió. Quan es fa servir aquest pont, els ions del pont estan presents en gran excés en la unió i porten gairebé la totalitat del corrent a través de la frontera. L'eficiència de la barreja KCl/NH  4  NO  3  està relacionada amb el fet que en aquestes sals, els números de transport d'anions i cations són els mateixos.